# 諏訪インターチェンジ
諏訪インターチェンジ（すわインターチェンジ）は、長野県諏訪市大字中洲にある中央自動車道のインターチェンジである。
八ヶ岳中信高原国定公園観光の中心となるインターチェンジである。1981年（昭和56年）の中央道開業当初は管理棟などの建物が茅野市の飛地にあり所在地は茅野市となっていたが1992年（平成4年）に両市で飛地を解消し現在は出入路の一部だけが茅野市にかかっている以外は諏訪市となっている。
現在、国道20号「諏訪バイパス」とは、信号管制のある「諏訪I.C」交差点で平面接続しているが、将来的には立体化される計画があり、地図上でも、航空写真でも、既に確保された半円形の事業用地が確認できる。2023年度現在、「諏訪バイパス」は、諏訪市四賀から諏訪市上諏訪までの4.7kmの区間が「調査中区間」となっており、具体的な開通予定時期は示されておらず、本インターチェンジの接続路立体化事業の着手時期も具体化されていない。

## 道路

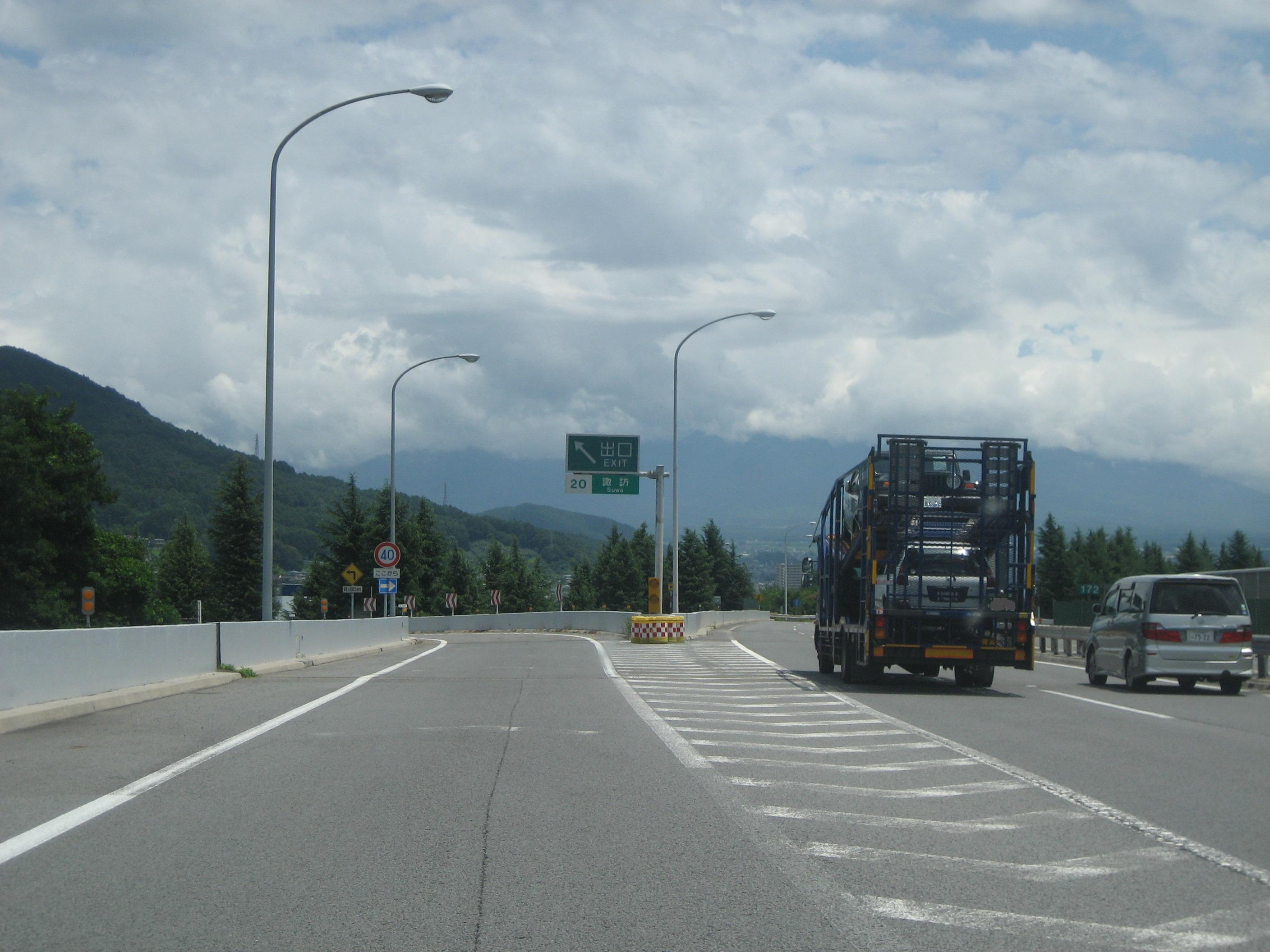
出口付近

- E20 中央自動車道（20番）
- 接続する道路：国道20号諏訪バイパス

## 料金所
- ブース数：9

### 入口
- ブース数：3
  - ETC専用：1
  - ETC・一般：1
  - 一般：1

### 出口
- ブース数：6
  - ETC専用：2
  - 一般：4

## 周辺
- サンリッツロード
- 諏訪ステーションパーク
- おぎのやドライブイン諏訪インター店 - 峠の釜めし
- 小作 諏訪インター前店 - ほうとう
- テンホウ 諏訪インター店 - ラーメン
- 中央本線茅野駅
- 諏訪湖
- 上諏訪温泉
- 諏訪大社上社 本宮・前宮
- 八ヶ岳西麓、蓼科高原、白樺湖、車山、霧ヶ峰、美ヶ原

## 隣
E20 中央自動車道
(19)諏訪南IC - 中央道原PA - 茅野BS -  (20) 諏訪IC - 有賀BS - (20-1)諏訪湖SA/SIC - (21)岡谷JCT